# 眞田佳織
眞田 佳織（さなだ かおり、1987年12月28日 - ）は、フリーアナウンサー。マネージメントはFIRST AGENTと業務提携している。

## 経歴
広島県尾道市で生まれ、三重県津市で育つ。青山学院大学では経済学部に在籍した。
2010年3月、NHK広島放送局に契約キャスターとして入局し、主に報道番組の情報コーナーを担当した。2014年4月よりNHK大阪放送局に移籍し、夕方18時台の番組『ニュースほっと関西』にリポーターとして出演した。
2016年4月よりフリーに転身した。生島企画室（現在のFIRST AGENT）と業務提携を結び、テレビ朝日のワイドショー「ワイド!スクランブル」のディレクターを務めた。
2016年9月よりTOKYO MX、DHCテレビ「DHCキレイを磨く！エクストリームBeauty」で、中継コーナー「美サーチ！」に制作リポーターカオリンとして出演した。
2017年4月より2021年9月末の番組終了まで、TBSテレビ「はやドキ!」でナレーターを担当した。
2018年12月31日、吉野達彦とできちゃった結婚していたことを公表した。
2021年10月13日、保育士の資格を取得した。
かつては樋田かおりが設立したトークナビにも所属し、企業研修や就職活動の面接指導などを行っていた。

## 担当番組
NHK広島放送局
- お好みワイドひろしま - リポーター（2010年4月 - 2013年3月）
- ラジオあさいちばん - リポーター（2012年4月 - ?）
- ゆうどきネットワーク（2010年9月 - ?）
- お元気ですか日本列島 - リポーター（2010年4月 - ?）

NHK大阪放送局
- ニュースほっと関西 - リポーター（2015年度）
- ニューステラス関西 - リポーター（2014年度）
- 情報まるごと （2014年度）

テレビ朝日
- ワイド！スクランブル -ディレクター（2016年度）

TOKYO MX
- DHCエクストリームBeauty - リポーター&ディレクター（2016年10月 - ）

TBSテレビ
- はやドキ! - ナレーター（2017年4月 - 2021年9月）

TOKYM FM
- 中西哲生のクロノス - アシスタント代行（2017年11月7日）